# Ratten (Steiermark)
Ratten ist eine österreichische Gemeinde mit 1087 Einwohnern (Stand 1. Jänner 2025) im Bezirk Weiz in der Steiermark.

## Geografie
Ratten liegt etwa 25 Kilometer nördlich der Bezirkshauptstadt Weiz zwischen Pretulalpe und Joglland im oberen Feistritztal in einer Seehöhe zwischen 740 und 1656 Meter über dem Meer. Die höchsten Erhebungen sind Steinriegel (1577 m) und Pretul (1656 m).
Die Gemeinde hat eine Fläche von 28,71 Quadratkilometer. Davon sind 33 Prozent landwirtschaftliche Nutzfläche, 58 Prozent Wald und 5 Prozent Almen.

### Gemeindegliederung
Das Gemeindegebiet umfasst folgende zwei Ortschaften (in Klammern Einwohnerzahl Stand 1. Jänner 2025):
- Grubbauer (353)
- Kirchenviertel (734)

Die Gemeinde besteht aus den Katastralgemeinden Grubbauer und Kirchenviertel.

### Nachbargemeinden
| Langenwang (Bez. Bruck-Mürzzuschlag) | Mürzzuschlag (Bez. Bruck-Mürzzuschlag)      | Rettenegg                                      |
| St. Kathrein am Hauenstein           | Kompassrose, die auf Nachbargemeinden zeigt | Rettenegg                                      |
| Fischbach                            | Strallegg                                   | St. Jakob im Walde (Bez. Hartberg-Fürstenfeld) |

## Geschichte
Der Ort wird 1340 als in der Roeten erwähnt. Die Aufhebung der Grundherrschaften erfolgte 1848. Die Ortsgemeinde als autonome Körperschaft entstand 1850. Ab dem Jahr 1922 gab es den Bergbau Ratten-St. Kathrein im Ort. Nach der Annexion Österreichs 1938 kam die Gemeinde zum Reichsgau Steiermark. Am 26. Juli 1944 wurde eine amerikanische Boeing B-17 von deutschen Jagdflugzeugen abgeschossen, wobei fünf Besatzungsmitglieder den Tod fanden.
1945 bis 1955 war Ratten Teil der britischen Besatzungszone in Österreich. 1960 wurde der letzte Stollen, der „Friedensstollen“ geschlossen. Das ehemalige Bergwerksdorf ist heute ein Urlaubs- und Erholungsort.
Oktober 2014 wird durch eine Erweiterung auf 21 Windräder der Windpark auf der Rattener Alm / auf dem Berg Steinriegel (vor dem in Oberzeiring) zum größten in hochalpiner Lage. Am Windpark Steinriegel 1 aus 2005 mit 34 Gigawattstunden Jahresstromerzeugung aus 10 Rädern ist Wienenergie zu 85 % beteiligt. Die 11 Räder des Windparks Steinriegel 2 (45 GWh/a) gehören Wienenergie zur Gänze.

### Bevölkerungsentwicklung

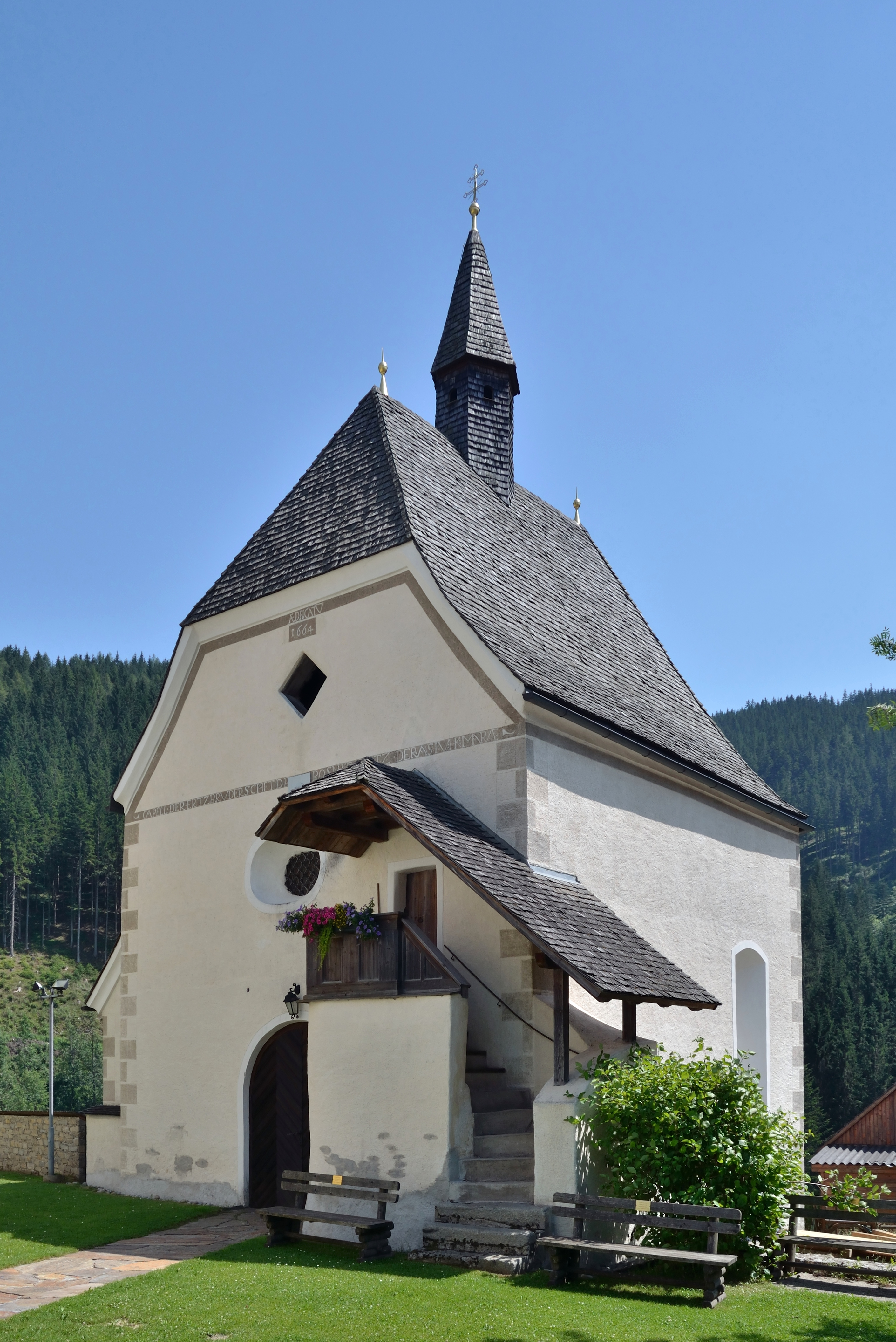
Rosenkranzkapelle

| Ratten: Einwohnerzahlen von 1869 bis 2024           | Ratten: Einwohnerzahlen von 1869 bis 2024 | Ratten: Einwohnerzahlen von 1869 bis 2024 | Ratten: Einwohnerzahlen von 1869 bis 2024 | Ratten: Einwohnerzahlen von 1869 bis 2024 |
| --------------------------------------------------- | ----------------------------------------- | ----------------------------------------- | ----------------------------------------- | ----------------------------------------- |
| Jahr                                                |                                           |                                           |                                           | Einwohner                                 |
| 1869                                                | 1869                                      |                                           | 820                                       | 820                                       |
| 1880                                                | 1880                                      |                                           | 877                                       | 877                                       |
| 1890                                                | 1890                                      |                                           | 817                                       | 817                                       |
| 1900                                                | 1900                                      |                                           | 813                                       | 813                                       |
| 1910                                                | 1910                                      |                                           | 881                                       | 881                                       |
| 1923                                                | 1923                                      |                                           | 1.099                                     | 1.099                                     |
| 1934                                                | 1934                                      |                                           | 1.364                                     | 1.364                                     |
| 1939                                                | 1939                                      |                                           | 1.374                                     | 1.374                                     |
| 1951                                                | 1951                                      |                                           | 1.522                                     | 1.522                                     |
| 1961                                                | 1961                                      |                                           | 1.510                                     | 1.510                                     |
| 1971                                                | 1971                                      |                                           | 1.371                                     | 1.371                                     |
| 1981                                                | 1981                                      |                                           | 1.295                                     | 1.295                                     |
| 1991                                                | 1991                                      |                                           | 1.320                                     | 1.320                                     |
| 2001                                                | 2001                                      |                                           | 1.282                                     | 1.282                                     |
| 2011                                                | 2011                                      |                                           | 1.175                                     | 1.175                                     |
| 2021                                                | 2021                                      |                                           | 1.082                                     | 1.082                                     |
| 2024                                                | 2024                                      |                                           | 1.095                                     | 1.095                                     |
| Quelle(n): Statistik Austria, Gebietsstand 1.1.2021 |                                           |                                           |                                           |                                           |

## Kultur und Sehenswürdigkeiten

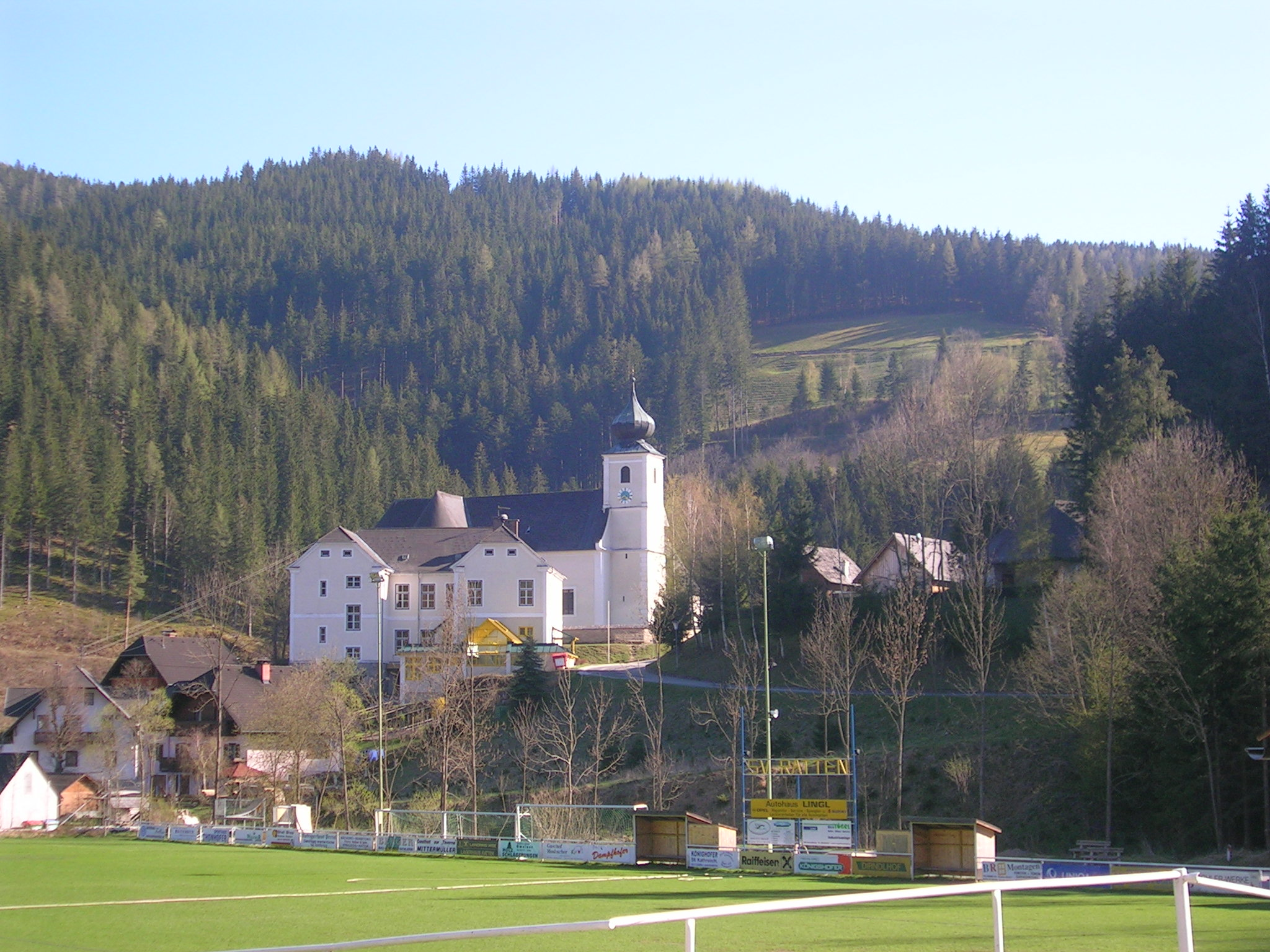
Kirchenviertel, Pfarrkirche zum hl. Nikolaus

- Katholische Pfarrkirche Ratten hl. Nikolaus
- Rosenkranzkapelle aus dem Jahre 1664[7]
- Museum „Bergbau Ratten“
- Blasmusikmuseum Ratten

## Wirtschaft und Infrastruktur

### Tourismusverband
Die Gemeinde bildete gemeinsam mit Birkfeld, Fischbach, Miesenbach, Rettenegg, Strallegg, St. Kathrein am Hauenstein, St. Jakob im Walde, Waldbach-Mönichwald, Wenigzell und Vorau bis 2021 den Tourismusverband „Joglland-Waldheimat“. Dessen Sitz war in der Gemeinde St. Jakob im Walde. Im Zuge der steirischen Tourismusstrukturreform 2021 wurde der Tourismusverband Joglland – Waldheimat mit den anderen Oststeirischen Tourismusverbänden zusammengelegt.

### Bildung
In Ratten bestehen:
- eine Volksschule und
- eine Mittelschule.

## Politik

### Gemeinderat
Der Gemeinderat von Ratten setzt sich aus insgesamt 15 Mitgliedern zusammen. Nach der Gemeinderatswahl 2015 stellte die SPÖ erstmals die absolute Mandatsmehrheit in der Gemeinde und lag damit vor der ÖVP, die mit 35 % der Stimmen auf ihren historischen Tiefststand im ehemals traditionell bürgerlichen Dorf gefallen war. Indes konnte die FPÖ ihren Stimmenanteil von rund 5 % kaum verändern und verpasste daher zum zweiten Mal in Folge den Einzug in den Gemeinderat.
| Partei             | 2025             | 2025             | 2025             | 2020             | 2020             | 2020             | 2015             | 2015             | 2015             | 2010             | 2010             | 2010             | 2005             | 2005             | 2005             | 2000             | 2000             | 2000             | 1995             | 1995             | 1995             |
| Partei             | Sti.             | %                | M.               | Sti.             | %                | M.               | Sti.             | %                | M.               | Sti.             | %                | M.               | Sti.             | %                | M.               | Sti.             | %                | M.               | Sti.             | %                | M.               |
| ------------------ | ---------------- | ---------------- | ---------------- | ---------------- | ---------------- | ---------------- | ---------------- | ---------------- | ---------------- | ---------------- | ---------------- | ---------------- | ---------------- | ---------------- | ---------------- | ---------------- | ---------------- | ---------------- | ---------------- | ---------------- | ---------------- |
| SPÖ                | 409              | 55               | 9                | 412              | 55               | 9                | 518              | 60               | 10               | 399              | 45               | 7                | 397              | 45               | 7                | 235              | 29               | 4                | 215              | 25               | 4                |
| ÖVP                | 269              | 36               | 5                | 309              | 41               | 6                | 302              | 35               | 05               | 387              | 43               | 7                | 421              | 48               | 7                | 435              | 54               | 9                | 480              | 56               | 9                |
| FPÖ                | 63               | 9                | 1                | 31               | 4                | 0                | 047              | 05               | 0                | 046              | 05               | 0                | 056              | 06               | 1                | 058              | 07               | 1                | 100              | 12               | 1                |
| Bürgerliste Ratten | nicht kandidiert | nicht kandidiert | nicht kandidiert | nicht kandidiert | nicht kandidiert | nicht kandidiert | nicht kandidiert | nicht kandidiert | nicht kandidiert | 58               | 7                | 1                | nicht kandidiert | nicht kandidiert | nicht kandidiert | nicht kandidiert | nicht kandidiert | nicht kandidiert | nicht kandidiert | nicht kandidiert | nicht kandidiert |
| Die Grünen         | nicht kandidiert | nicht kandidiert | nicht kandidiert | nicht kandidiert | nicht kandidiert | nicht kandidiert | nicht kandidiert | nicht kandidiert | nicht kandidiert | nicht kandidiert | nicht kandidiert | nicht kandidiert | nicht kandidiert | nicht kandidiert | nicht kandidiert | 84               | 10               | 1                | 64               | 7                | 1                |
| Wahlberechtigte    | 904              | 904              | 904              | 950              | 950              | 950              | 993              | 993              | 993              | 997              | 997              | 997              | 1.007            | 1.007            | 1.007            | 972              | 972              | 972              | 987              | 987              | 987              |
| Wahlbeteiligung    | 83 %             | 83 %             | 83 %             | 81 %             | 81 %             | 81 %             | 89 %             | 89 %             | 89 %             | 90 %             | 90 %             | 90 %             | 88 %             | 88 %             | 88 %             | 84 %             | 84 %             | 84 %             | 88 %             | 88 %             | 88 %             |

### Bürgermeister
Thomas Heim (SPÖ) wurde in seinem Amt als Bürgermeister wiedergewählt.
Dem Gemeindevorstand gehören weiters die Vizebürgermeisterin Daniela Zapf (SPÖ) und der Gemeindekassier Hannes Pimeshofer (ÖVP) an.

### Wappen
Mit Beschluss der Steiermärkischen Landesregierung besitzt Ratten seit 1. Mai 1975 das Recht zur Führung des Gemeindewappens.
Wappenbeschreibung: „In einem durch Wellenschnitt von Silber zu Grün gespaltenen Schild vorn drei grüne Nadelbäume, hinten das silberne Bergwerkszeichen über drei (1:2) silbernen Kugeln.“
Das Wappen wurde vom damaligen Direktor der Hauptschule Ratten Johann Allmer entworfen. Die Wellenlinie in der Mitte des Wappens symbolisiert den Fluss Feistritz, der die Tallandschaft prägt. Die drei Nadelbäume sollen den Waldreichtum im Gemeindegebiet darstellen. Das Bergwerkszeichen erinnert an den bis 1960 erfolgten Braunkohlebergbau. Die drei Kugeln sind das Symbol für den Hl. Nikolaus, den Patron der Pfarrkirche von Ratten.

### Städtepartnerschaften
Seit 1978 besteht eine offizielle Partnerschaft mit der Gemeinde Waldalgesheim, Landkreis Mainz-Bingen in Rheinland-Pfalz in  Deutschland.

## Persönlichkeiten

### Ehrenbürger
- 1964: Franz Wegart (1918–2009), Landesrat[16]
- 1982: Josef Krainer (1930–2016), Landeshauptmann
- 2022: Herbert Sinz (1922) Alt.Bgm.der Partnergemeinde Waldalgesheim (Rheinland/BRD)
- 2025: Thomas Schnubert (1977), Vize-General der französischen Garde (Straßburg)

### Söhne und Töchter der Gemeinde
- Franz Anton Gindl (1786–1841), Bischof der Diözese Brünn 1832–1841, Bischof der Diözese Gurk 1841
- Maria Mosbacher (* 1953), Politikerin (SPÖ)
- Erich Buchebner (* 1954), Musiker[17]